# Villarta (kommunhuvudort)
Villarta är en kommunhuvudort i Spanien.   Den ligger i provinsen Provincia de Cuenca och regionen Kastilien-La Mancha, i den centrala delen av landet, 210 km sydost om huvudstaden Madrid. Villarta ligger 776 meter över havet och antalet invånare är 831.
Terrängen runt Villarta är lite kuperad. Runt Villarta är det ganska glesbefolkat, med 28 invånare per kvadratkilometer. Närmaste större samhälle är Iniesta, 8,8 km väster om Villarta. Trakten runt Villarta består till största delen av jordbruksmark.